# 坎普顿 (肯塔基州)
坎普顿（英語：Campton），是美国肯塔基州的一座城市。建立于1860年，面积约为2.6平方公里（1平方英里）。根据2010年美国人口普查，该市的人口为441人。